# Arnold Leese
Arnold Spencer Leese (16. listopadu 1878 Lytham St. Annes – 18. ledna 1956 Londýn) byl britský fašistický politik. Leese byl zpočátku prominentní jako veterinární odborník na velbloudy. Jako fanatický antisemita vedl své vlastní fašistické hnutí, Imperiální fašistickou ligu. Byl plodným autorem a vydavatelem polemik před i po druhé světové válce.

## Raný život a vzdělání
Leese se narodil 16. listopadu 1878 v Lythamu St. Annes v Anglii jako syn Spencera Leeseho, továrníka a umělce.
Leese byl vzděláván na Giggleswick School. Leeseho dětství se vyznačovalo osamělostí. Smrt jeho otce v roce 1894 zanechala rodinu ve finančních potížích, což přimělo Leeseho opustit internátní školu. Přesto navštěvoval Royal College of Veterinary Surgeons díky finanční pomoci svého dědečka.

## Veterinární kariéra
Po promoci v roce 1903 Leese nejprve pracoval jako koňský klinik v Londýně, pak v roce 1907 přijal místo na civilním veterinárním oddělení v Indii, kde se zajímal o velbloudy. Šest let pracoval v Indii, převážně podél severozápadní hranice, poté byl převelen do italského Somalilandu, aby pracoval pro veterinární oddělení vlády východní Afriky, kde byl vyslán po vypuknutí první světové války v roce 1914.
Leese byl uznáván jako přední odborník na velbloudy a publikoval několik článků o tomto zvířeti a jeho nemocech. První se objevil v The Journal of Tropical Veterinary Science v roce 1909. Velbloudí parazit Thelazia leesei byl pojmenován právě po něm. V roce 1927 publikoval „Pojednání o velbloudovi jednohrbém ve zdraví a v nemoci“, který zůstal standardní lékařskou publikací v Indii na padesát let.
Během první světové války byl Leese zařazen do Royal Army Veterinary Corps, potom sloužil jako důstojník nákupu velbloudů u Somaliland Remount Commission. Během války se oženil s May Winifred King, dcerou svého bývalého hospodáře. Po válce se Leese vrátil do Anglie a usadil se ve Stamfordu, kde pracoval jako veterinář až do odchodu do důchodu v červnu 1928.

## Fašistický aktivista
Na počátku dvacátých let se Leese začal zajímat o italský fašismus a rozvinul fascinaci pro italského fašistického diktátora Benita Mussoliniho. V dubnu 1923 napsal krátkou brožuru Fascism for Old England, ve které chválil Duceho a zdůrazňoval „význam fašismu pro Británii“. Brzy po vzniku Britských fašistů (BF) se stal jejich členem. Leese však později opovrhoval politikou BF, která umožnila členství bývalým socialistům a Židům. Tvrdil, že to bylo „voštinové“ s komunistickými infiltrátory. Dále napsal, že BF „vůbec nerozuměla fašismu“, jehož skutečnou povahou bylo pro Leese „vzpoura proti demokracii a návrat ke státnictví“. Jako milovník zvířat také tvrdil, že styl porážky praktikovaný v judaismu ovlivnil jeho antisemitismus.
Leese se připojil k Centre International d'Études sur le Fascisme (CINEF), mezinárodnímu „think tanku“ se sídlem ve Švýcarsku, jehož cílem byla propagace fašismu, zde sloužil jako jeho britský zpravodaj. V této organizaci se sblížil se také s jedním ze svých sousedů, ekonomem Arthurem Kitsonem, členem The Britons. Jejich přátelství trvalo až do Kitsonovy smrti v roce 1937. Ten přesvědčil Leese, že kontrola nad penězi je klíčem k moci a že peníze ovládají Židé. Kitson mu dodal kopii Protokolů učených mudrců Sionu, na kterém Leese napsal: "Všechno v této malé knížce bylo pravdivé, prostě jsem ji nemohl odložit, dokud jsem ji nedočetl." Leese také ctil zakladatele The Britons Henryho Hamiltona Beamishe jako protižidovského „průkopníka“. V roce 1924 byl spolu s fašistickým kolegou Harry Simpsonem zvolen radním do městské rady Stamford, čímž se stal prvním zvoleným fašistickým radním v Británii. Britští fašisté se obecně rozhodli nezasahovat do „opovrhovaného demokratického systému“ a Leeseho vlastní pohrdání demokracií se zdá být paradoxně posíleno volbami, napsal: „Mnoho lidí, které jsem znal, pro mě hlasovalo, protože jsem vyléčil jejich prasata nebo domácí mazlíčky a bez sebemenšího ponětí, za čím stojím“.
Leese byl obecně nespokojený s politikou britských fašistů a odmítal je jako „konzervatismus s knoflíky“. V roce 1925 se on a Simpson připojili k odštěpené skupině BF, National Fascisti (NF), přejmenované v červenci 1926 na British National Fascists (BNF). Leese převzal pobočku Stamford BF pod BNF a po zhroucení BNF v květnu 1927 založil „Imperiální fašistickou ligu“ ze zbytků Stamford BNF. V říjnu 1927 odstoupil z funkce člena rady a odešel v červnu 1928 ve věku 50 let do důchodu, pak se přestěhoval do Guildfordu.

## Imperiální fašistická liga

Znak Imperiální fašistické ligy

V roce 1929 Leese založil svou vlastní organizaci Imperial Fascist League (IFL). Hnutí bylo zpočátku modelováno spíše v duchu italského fašismu, ale pod vlivem Henryho Hamiltona Beamishe se začalo zaměřovat na antisemitismus. IFL a její rozsáhlé vydavatelské zájmy byly financovány z Leeseho prostředků. V roce 1932 se Oswald Mosley obrátil na Leeseho s cílem začlenit IFL do své vlastní Britské unie fašistů. Ačkoli vztahy mezi těmito dvěma muži byly zpočátku srdečné (Leese oslovil Mosleyho na setkání „Nové strany“ 27. dubna 1932 na téma „Slepota britské politiky pod židovskou peněžní mocí“). Ale Leese brzy napadl Mosleyho za jeho neschopnost vypořádat se s „židovskou otázkou“ a nakonec Britskou unii fašistů označil za „košer fašisty“.
Leeseův antisemitismus se v té době stal jeho určující politickou charakteristikou a začal nabývat stále konspirativnějšího a hysteričtějšího tónu. To se zvýšilo po Leeseho navštěvě Německa a setkání se s Juliem Streicherem. Jeho antisemitismus převzal téma árijské rasy jako tvůrce civilizace a kultury a tvrdil, že Árijec vede permanentní boj s Židy, jehož výsledek zcela určí budoucnost. Jeho názory, které již v roce 1935 požadovaly masové vraždění Židů pomocí plynové komory, mu v roce 1936 vynesl trest odnětí svobody. Později vydal brožuru s názvem „Moje irelevantní obrana“, dlouhou práci na obranu svého dřívějšího tvrzení, že židovské oslavy Pesachu zahrnovaly obětování křesťanských dětí.

## Druhá světová válka
Byl jedním z posledních vůdců fašistického hnutí, kteří byli internováni ve Spojeném království na začátku druhé světové války podle obranného nařízení 18B. Leese tvrdil, že jeho primární loajalita patřila Británii. Leese viděl válku jako „válku Židů“, ale důrazně zavrhl pakt Hitler-Stalin a kritizoval nacisty za jejich invazi do Norska. (Leese označil své politické vyznání za „rasový fašismus“, protože neměl rád termín „nacionální socialismus“, který používali nacisté, ačkoli on a další členové IFL podporovali nacistický antisemitismus). V roce 1944 byl ze zdravotních důvodů propuštěn z vazby.
Na konci války nabídl, že bude svědčit u soudu s Williamem Joycem. Spolu s Beamishem byl připraven podat svědectví o „židovské otázce“ v Norimberku na obranu před nacisty. Leese popsal Norimberský proces jako „židovskou a zednářskou záležitost“.

## Poválečná činnost
Brzy po skončení druhé světové války si Leese založil vlastní „Židovskou informační kancelář“ a začal vydávat svůj vlastní časopis Gothic Ripples, který se do značné míry zabýval útoky na Židy. Věřil, že v té době bylo v Británii 2,5 milionu Židů, což je sedmkrát více než skutečný počet. Časopis také obsahoval silně protičernošské rasistické sklony a pravidelně se objevoval sloupek s názvem „Nigger Notes“. Gothic Ripples byl brzkým zastáncem toho, co se stalo později známým jako popírání holokaustu.
Leese se vrátil do vězení v roce 1947, kdy byl spolu s dalšími sedmi bývalými členy IFL odsouzen na jeden rok za napomáhání uprchlým německým válečným zajatcům, kteří byli členy Waffen SS. V roce 1948 Leese vytvořil National Workers Movement v Londýně. V prosinci 1950 stanul před soudem za urážku na cti Harolda Scotta, komisaře metropolitní policie, ale byl zproštěn viny. V roce 1951 vydal svou autobiografii „Mimo krok: Události ve dvou životech protižidovského velbloudího lékaře“.
Leese působil jako mentor Colina Jordana a Johna Tyndalla, „nejvýznamnějších postav extrémní pravice od 60. let“. Po jeho smrti vdova May Winifred Leeseová (zemřela 1974) pomáhala financovat krajně pravicové skupiny.
Leese zemřel 18. ledna 1956 ve věku 77 let.

## Díla (výběr)
- Rotschildové[31]
- Židovské rituální vraždy[32]
- Pojednání o velbloudovi jednohrbém ve zdraví a v nemoci
- Mimo krok: Události ve dvou životech protižidovského velbloudího lékaře
- Moje irelevantní obrana